# 김천공용버스터미널
김천공용버스터미널은 경상북도 김천시 자산로 148(성내동 38-1)에 위치한 버스터미널이다. 고속버스 전산망상의 터미널 번호는 820이다.
1973년 10월에 설치 인가를 받아 1974년 4월 30일에 김천시외버스터미널로 준공하였다. 본래 김천고속버스터미널이 평화동에 별도로 있었는데, 터미널 건물 임차기간 만료 및 이용자 감소로 인해 김천고속버스터미널을 통합해 현재에 이르고 있다. 터미널 부지는 6,628m2이고 건물은 3층 규모에 1,167.76m2 규모로 건설되었다. 1층의 절반 정도가 대합실로 사용되며 그 외에 매점, 약국, 이발소 등이 있다. 2층에는 치과가 운영 중이며 3층은 김천시의 시내버스를 운행하는 김천버스 사무실이 있다. 터미널에 승차홈은 16개가 설치되어 있다.
고속버스는 1일 3회 김천혁신도시 착발로 운행하며, 율곡동 우정사업조달센터 남쪽의 우정사업조달사무소 버스 정류장에서 승하차한다.

## 운행 노선

### 고속버스
- 볼드체는 율곡동 우정사업조달센터발 차량이다.

### 시외버스
| 방면        | 행선지                                                                                          |
| ----------- | ----------------------------------------------------------------------------------------------- |
| 영남권 방면 | 거창, 경북도청, 김천구미역, 대구국제공항, 북삼, 산청, 상주, 안동, 약목, 영주, 예천, 용궁, 점촌, |